# Шингарёва, Александра Ивановна
Александра Ивановна Шингарёва (1871, село Боровое, Воронежская губерния — 1937, Ленинград) — русский врач-микробиолог, профессор кафедры гигиены Первого Медицинского Института. Сестра А. И. Шингарева.

## Биография
Мать, Зинаида Никаноровна (урожд. Петрулина), (21 октября 1845 — ?), происходила из дворянского рода Воронеж. губ. (2 часть род. книги воронежского дворянства, внесены в 1860 г. 26 января). Дед Никанор Васильевич Петрулин (21 июля 1812, Валуйки -?) — внук надворного советника, помещика Валуйского (д. Насоново, 1793) и Старобельского уездов В. В. Петрулина, помещик Старобельского (село «Мыс Доброй Надежды» (Пугачевка) при реке Лозная) уезда, коллежский регистратор. Бабка воронежская купчиха Елизавета Алексеевна Придорогина (1817 — ?), сестра Ивана Алексеевича Придорогина, купца и общественного деятеля.
Отец, Иван Андреевич Шингарев, был временно приписан к мещанскому сословию г. Липецка Тамбовской губернии, впоследствии — воронежский купец.
Выпускница Воронежской Мариинской женской гимназии (1887—1896), при выпуске награждена золотой медалью, получила звание домашней наставницы. Работала — больница им. Ф. Ф. Эрисмана (клиническая база Первого Медицинского института), бактериолог, паразитолог. Входила в состав Петроградского комитета Всероссийского Союза городов. Активно работала в Главном по снабжению армии комитете Всероссийских земского и городского союзов (Земгор). Имела личную лабораторию на ул. Рентгена.
Воспитывала детей брата, А. И. Шингарева, после смерти их матери (в сент. 1917 г.) и убийства отца (07.01.1918, Пг., в Мариинской больнице).

## Семья
Братья:
- Михаил (? — 16.7.1891, покончил с собой по невыясненным обстоятельствам) — окончил реальное уч-ще (1887/8), студент Горного института.
- Николай (14.4.1885, Воронеж — ?) — окончил реальное уч-ще (1878/9). Ассистент-энтомолог Тропического ин-та, сотрудник энтомологического отделения института им. Пастера.
- Андрей (18 (30) августа 1869 года, ок. села Борового Воронежского уезда Воронежской губернии — 7 (20) января 1918 года, Санкт-Петербург) — земский, общественный, политический и государственный деятель, специалист в области государственного хозяйства и бюджета от либеральной общественности, врач общей практики, публицист.

Сестры:
- Анна (1868—1937) — медсестра, участник Русско-японской и Первой мировой войн. Выпускница Воронежской Мариинской женской гимназии (1887—1895). Входила в общину сестер милосердия св. Георгия. Работала в Порт-Артуре. Ученица Н. Я. Чистовича. Близкая подруга Е. Н. Ключаревой — настоятельницы Елизаветинской больницы Сестёр Милосердия Красного Креста.
- Софья (1868—?). Выпускница Воронежской Мариинской женской гимназии (1884—1892).

## Наиболее значительные работы
Источник — электронные каталоги РНБ Архивная копия от 8 октября 2014 на Wayback Machine
- Галли-Валерио Б. Борьба с комарами и малярия : Руководство для врачей и студентов /Проф. Galli-Valerio, дир. Ин-та эксперимент. гигиены и паразитологии Ун-та в Лозанне и m-me Jeanne Rochaz-de Iongh; Пер. под ред., [с предисл.] и с доб. А. И. Шингаревой. — Саратов : П. К. Галлер, 1913
- Заболеваемость малярией в районе Мурманской ж. д. Ленинградский медицинский журнал, № 9, 1926
- Заметки по Culicidae, II Рус. ж. троп. медицины, № 9, 1927
- Малярия и борьба с ней. Л.-М. «Кооп изд-во» 1925
- К клинике патол. анат. и статистике врожд. недоразвития серд. сосуд, системы. Русский врач, 1911